# Liste der Nummer-eins-Hits in Schweden (1995)
Diese Liste enthält alle Nummer-eins-Hits in Schweden im Jahr 1995. Es gab in diesem Jahr 15 Nummer-eins-Singles und 18 Nummer-eins-Alben.
| Singles | Alben |
| --- | --- |
| - Rednex – Old Pop in an Oak - 3 Wochen (25. November 1994 – 5. Januar 1995) - East 17 – Stay Another Day - 5 Wochen (6. Januar – 9. Februar) - Mark ’Oh – Tears Don’t Lie - 2 Wochen (10. Februar – 23. Februar) - The Offspring – Self Esteem - 4 Wochen (24. Februar – 23. März) - Céline Dion – Think Twice - 4 Wochen (24. März – 20. April) - Johansen – Se På Mig - 5 Wochen (21. April – 25. Mai, insgesamt 9 Wochen) - La Bouche – Be My Lover - 1 Woche (26. Mai – 1. Juni) - The Connells – ’74-’75 - 1 Woche (2. Juni – 8. Juni) - Johansen – Se På Mig - 4 Wochen (9. Juni – 6. Juli, insgesamt 9 Wochen) - Drängarna – Vill Du Bli Min Fru - 4 Wochen (7. Juli – 27. Juli) - Diana King – Shy Guy - 1 Woche (28. Juli – 3. August) - Cecilia Vennersten – Det Vackraste - 7 Wochen (4. August – 21. September) - Idde Schultz – Fiskarna I Haven - 3 Wochen (22. September – 12. Oktober) - Ace of Base – Lucky Love - 1 Woche (13. Oktober – 19. Oktober) - Shaggy – Boombastic - 1 Woche (20. Oktober – 26. Oktober) - Coolio & L. V. – Gangsta’s Paradise - 12 Wochen (27. Oktober 1995 – 25. Januar 1996) | - Magnus Uggla – 100% Uggla, absolut inget annat - 3 Wochen (16. Dezember 1994 – 5. Januar 1995, insgesamt 8 Wochen; → 1994) - The Cranberries – No Need to Argue - 3 Wochen (6. Januar – 26. Januar) - Glenmark / Eriksson / Strömstedt (auch GES) – Glenmark / Eriksson / Strömstedt - 5 Wochen (27. Januar – 2. März, insgesamt 8 Wochen) - Bruce Springsteen – Greatest Hits - 2 Wochen (3. März – 16. März) - Glenmark / Eriksson / Strömstedt (auch GES) – Glenmark / Eriksson / Strömstedt - 3 Wochen (17. März – 6. April, insgesamt 8 Wochen) - Peter LeMarc – Bok med blanka sidor - 1 Woche (7. April – 13. April) - Lisa Nilsson – Till Morelia - 2 Wochen (14. April – 27. April) - Eric Gadd – Floating - 5 Wochen (28. April – 25. Mai) - Gyllene Tider – Halmstads pärlor - 13 Wochen (26. Mai – 24. August, insgesamt 20 Wochen; → 1996) - Pulp Fiction (Soundtrack) - 3 Wochen (25. August – 14. September) - Red Hot Chili Peppers – One Hot Minute - 2 Wochen (15. September – 28. September) - AC/DC – Ballbreaker - 1 Woche (29. September – 5. Oktober) - Rebecka Törnqvist – Good Thing - 1 Woche (6. Oktober – 12. Oktober, insgesamt 3 Wochen) - Oasis – (What’s the Story) Morning Glory? - 1 Woche (13. Oktober – 19. Oktober) - Rebecka Törnqvist – Good Thing - 2 Wochen (20. Oktober – 2. November, insgesamt 3 Wochen) - The Smashing Pumpkins – Mellon Collie And The Infinite Sadness - 1 Woche (3. November – 9. November) - Ace of Base – The Bridge - 1 Woche (10. November – 16. November) - Queen – Made in Heaven - 1 Woche (17. November – 23. November) - The Rolling Stones – Stripped - 1 Woche (24. November – 30. November) - Nordman – Ingenmansland - 11 Wochen (1. Dezember 1995 – 15. Februar 1996) |